# Плавание на летних Олимпийских играх 1904 — 440 ярдов брассом
Соревнования по плаванию на 440 ярдов брассом среди мужчин на летних Олимпийских играх 1904 прошли 7 сентября. Приняли участие четыре спортсмена из двух стран.

## Призёры
| Золото                  | Серебро               | Бронза          |
| Георг Цахариас Германия | Вальтер Брак Германия | Генри Хэнди США |

## Соревнование
| Место | Спортсмен            | Результат  |
| ----- | -------------------- | ---------- |
| 1     | Георг Цахариас (GER) | 7:23,6     |
| 2     | Вальтер Брак (GER)   | Неизвестен |
| 3     | Генри Хэнди (USA)    | Неизвестен |
| 4     | Георг Гоффман (GER)  | Неизвестен |